# Baybayin
Cette page contient des caractères spéciaux ou non latins. S’ils s’affichent mal (▯, ?, etc.), consultez la page d’aide Unicode.
Le baybayin (« épeler » en tagalog), parfois nommé alibata, est un système d'écriture qui servait à écrire plusieurs langues philippines avant l'arrivée des Européens, dont le tagalog, l'ilocano et le pangasinan. Le baybayin dérive du kawi ou vieux-javanais. On connaît quelques systèmes qui lui sont apparentés, comme les écritures hanounóo (en), bouhide et tagbanoua (en).
On suppose que le baybayin fut utilisé dès le XIVe siècle, du moins son usage n'avait pas encore disparu durant la colonisation des Philippines par les Espagnols. Doctrina Christiana, le premier livre imprimé aux Philippines en 1593, comprenait le même texte tagalog en baybayin et en alphabet latin.
Depuis le début du XXIe siècle, on observe une certaine renaissance du baybayin, notamment sous l'impulsion du groupe Facebook Baybayin Philippine National Writing System (plus de 740 000 membres en 2023). Le baybayin est notamment présent sur des vêtements, des tatouages et certains panneaux de signalisation à Manille.

## Signes
Le baybayin comporte 17 signes. Il est unicaméral, notamment, il n'utilise pas la casse pour distinguer les noms propres ou l'initiale des mots en début de phrase.

### Voyelles indépendantes
Le baybayin n’utilise que trois voyelles : « a », « e » ou « i », « o » ou « u ». Lorsqu’il est nécessaire d’écrire juste une voyelle, sans qu’elle soit précédée d’une consonne, on utilise les caractères suivants :
| a | e / i | o / u |
|   |       |       |

### Consonnes
En baybayin, l’écriture d'une syllabe (consonne + voyelle) est réalisée à partir d’un signe de base indiquant la consonne ayant une voyelle implicite (a). Un signe diacritique permet de modifier ou supprimer cette voyelle implicite. On appelle ce type d’écriture alphasyllabaire ou encore abugida. 
| ka | ga | nga |
|    |    |     |
| ta | da | na  |
|    |    |     |
| pa | ba | ma  |
|    |    |     |

| ya | la | wa | sa | ha |
|    |    |    |    |    |

Un seul signe baybayin représente nga, alors que la version actuelle de l'alphabet latin filipino retient encore ng comme un digramme.
Il n’y a qu'un signe pour transcrire les consonnes da ou ra car ce sont des allophones dans nombre des langues philippines, où ra survient aux positions entre deux voyelles, et da survient ailleurs. La règle grammaticale du tagalog a survécu en filipino moderne, de sorte que lorsqu'un d est entre deux voyelles il devient un r, par exemple dans les mots dangál [honneur] et marangál [honorable], ou dunong [connaissance, mémoire] et marunong [mémorable, bon à savoir], et même de façon brute dans daw [il/elle dit (passé), ils dirent, il était dit que, supposément] et rin pour din [également, aussi] après des voyelles. Cependant des variantes de l'écriture baybayin utilisées pour transcrire les langues sambal, basahan et ibalnan (pour n'en nommer que quelques-unes) ont ajouté des signes ra séparés de celui utilisé pour da.
Également, le même signe baybayin est utilisé pour représenter des allophones : pa et fa (ou pha) ; ba et va ; sa et za.

### Signes diacritiques et voyelles dépendantes
Pour écrire d’autres syllabes commençant par « b » (« be / bi » et « bo / bu »), on ajoute à la consonne de base différents diacritiques comme spécifié dans le tableau suivant :
| ba | be / bi | bo / bu | b |
|    |         |         |   |

Dans sa forme originale, ce système ne permet pas d’écrire une consonne seule qui ne se termine par aucun son de voyelle. Afin de remédier à cela, un prêtre espagnol introduisit un signe diacritique (un halant ou virâma, comparable à celui de la devanāgarī) en forme de croix afin de marquer cette absence de voyelle. Un autre signe virâma diacritique (en forme d'arc apposé à droite et en dessous de la lettre de base) a également été emprunté à l'écriture hanounoo et intégré au baybayin.
Ces signes diacritiques restent les mêmes pour toutes les autres consonnes dont les signes de base sont donnés dans la section précédente.

## Représentation informatique
Le baybayin est représenté par les caractères Unicode U+1700 à U+171F. Les codes U+1712 à U+1714 correspondent aux trois diacritiques; le code U+170D ainsi que les codes compris entre U+1715 et U+171F ne sont pas utilisés.
| en fr  | 0 | 1 | 2 | 3 | 4 | 5 | 6 | 7 | 8 | 9 | A | B | C | D | E | F |
| ------ | - | - | - | - | - | - | - | - | - | - | - | - | - | - | - | - |
| U+1700 | ᜀ | ᜁ | ᜂ | ᜃ | ᜄ | ᜅ | ᜆ | ᜇ | ᜈ | ᜉ | ᜊ | ᜋ | ᜌ | ᜍ | ᜎ | ᜏ |
| U+1710 | ᜐ | ᜑ | ᜃᜒ | ᜃᜓ | ᜃ᜔ | ᜃ᜕ |   |   |   |   |   |   |   |   |   | ᜟ |

De plus, les deux signes de ponctuation U+1735 et U+1736 unifiés dans l’écriture hanounóo (unifiés entre les différentes écritures philippines, ils sont très proches et comparables aux signes danda de la dévanagari également unifiés dans les écritures indiennes) sont également utilisés même si historiquement il n'y en avait logiquement qu'un seul (l'un ou l'autre signe pouvant être utilisés pour les mêmes fonctions, en présentation oblique ou verticale), mais ils sont aujourd'hui communément distingués (et préférés en Baybayin aux ponctuations génériques de l'écriture latine). L’écriture ne comprend aucun chiffre, aussi les chiffres et signes de l'écriture latine sont le plus communément utilisés pour écrire les nombres.
Le code ISO 15924 du baybayin est Tglg.